# Верх-Ануй
Верх-Ануй (рос. Верх-Ануй) — село Усть-Канського району, Республіка Алтай Росії. Входить до складу Білоануйського сільського поселення.
Населення — 331 особа (2015 рік).